# مرزبن
روستای مرزبن یکی از روستاهای استان گلستان و از توابع شهرستان آزادشهر است و در ۶ کیلومتری شهر آزادشهر و در پای کوه واقع شده است.
شغل بیشتر مردم این روستا، کشاورزی، باغداری و کامیونداری است که محصولات مهم کشاورزی آن برنج و گندم است و مهم‌ترین محصولات باغی آن آلو، هلو، انار و… است.

## نامگذاری
علت نام گذاری روستا محل قرارگیری آن می‌باشد. روستای مرزبن در دامنه کوه قرار گرفته است و در واقع در مرز بین دشت و کوه قرار داد و بن نیز از کلمه بنه به معنای منزلگاه گرفته شده و در اینجا به معنای محل و مکان سکونت و قرار گرفتن می‌باشد.
پس مرزبن یعنی محل سکونت و منزلگاه در کوهپایه.
[۱]

## تاریخچه
بنابر اطلاعات به‌دست آمده از منابع ثبت شده همچون فرهنگ جغرافیایی ایران جلد سوم، مرزبن از روستاهای قدیمی و بزرگ منطقه به حساب می‌آید که قدمت آن از تمامی روستاهای اطراف و حتی شهر آزادشهر نیز بیشتر بوده است، همچنین قدمت روستای کنونی مرزبن به حدود ۳۰۰ سال می‌رسد.
ولی اگر قدمت و تاریخ مردمانی که این روستا را بنا کرده‌اند مورد بررسی قرار گیرد قدمت آن به بیش از ۱۰۰۰ سال خواهد رسید.
روستای مرزبن در گذشته دو بار به علت آتش‌سوزی ویران شده بود.

### مکان‌های تاریخی

#### روستای تاریخی لاشو
مردمان گذشته مرزبن در منطقه‌ای در جنگل به نام لاشو می‌زیستند، امروزه منطقه لاشو در بخش شمالی روستا قرار دارد و بقایای کمی از آن به یادگار مانده است.

#### آسیاب آبی
آسیابی آبی در بخش شمالی روستا در منطقه‌ای به نام کلاغکلو قرار دارد و قدمت آن به حدود۱۵۰ سال می‌رسد.

#### تپه‌های باستانی
تپه‌های باستانی زیادی در اطراف روستا قرار دارن که همگی گواهی بر تاریخ طولانی مرزبن می‌دهند.
۴ تپه که هر یک منطقه‌ای را پوشش می‌دهند. یک تپه در بخش شمالی که متصل به جنگل است، تپه‌ای دیگر در بخش جنوبی که در گذشته درون جنگل قرار داشته بود ولی با آباد کردن زمین‌ها این تپه در بین زمین‌های کشاورزی قرار گرفته است. تپه سوم در غرب روستا و بر روی کوه قرار دارد و تپه چهارم در ضلع شمال غربی قرار گرفته است.

## موقعیت جغرافیایی
این روستا در مختصات ۳۷درجه و ۰۳دقیقه و ۴۳ثانیه شمالی و ۵۵درجه و ۱۳دقیقه و ۵۰ثانیه شرقی قرار دارد.
مرزبن از شمال به جاده بین‌المللی آزادشهر-شاهرود. از جنوب به جنگل‌های هیرکانی. از شرق به شهر نوده خاندوز و از غرب به روستای کوهمیان و سرکهریزا محدود می‌شود.
مرزبن در محدوده کوهپایه قرار دارد و از چند جهت با جنگل‌های هیرکانی محصور می‌شود به همین دلیل از تفرجگاه‌های جنگلی زیبا و غنی برخوردار می‌باشد.
همچنین روستای مرزبن در ارتفاع تقریبی ۳۲۰ متری از سطح آب‌های آزاد قرار دارد که این موضوع باعث شده است تا آب و هوایی مطبوع و متفاوت نسبت به شهر و روستاهای اطراف داشته باشد.

## جمعیت
براساس سرشماری عمومی نفوس و مسکن (۱۳۹۵) مرکز آمار ایران تعداد خانوار این روستا برابر ۴۵۴ می‌باشد و جمعیت این روستا برابر ۱۵۳۱ نفر می‌باشد که تعداد ۷۶۸ این افراد را مردان و ۷۶۳ نفر را بانوان تشکیل می‌دهند.
زبان مردم روستای مرزبن، زبان فارسی با گویش محلی می‌باشد.
مذهب همهٔ مردم روستا شیعه می‌باشد[۲]

## مراسمات
مردم روستای مرزبن همانند دیگر شهرها و روستاهای ایران مراسمات ملی و مذهبی را برگزار می‌کنند، اما بپردازیم به این مراسمات

### مذهبی
مراسمات مذهبی این روستا بیشتر در مسجد جامع و فاطمیه محل برگزار می‌شود که این مراسمات شامل:
اعتکاف، جشن نیمه شعبان، جشن ولادت ائمه اطهار، عزاداری شهادت ائمه، مراسم روز ازدواج (ازدواج امام علی (ع) و حضرت فاطمه زهرا (س))، دسته روی، حلیم پزان، جشن مبعث پیامبر اسلام، محفل انس با قرآن و …

#### جشن نیمه شعبان
هر ساله مردم روستا با همراهی هیئت امنا مسجد، دهیاری و شورای محل، اعضای پایگاه خواهران و برادران و کانون فرهنگی هنری محراب؛ جشن با شکوهی در سالروز ولادت حضرت مهدی (عج) در محل میدان مسجد برگزار می‌کنند.
این جشن پس از اقامه نماز مغرب و عشا به جماعت آغاز و شامل هنرنمایی گروه سرود روستا، هنرمندان شهرستان و استان، سخنرانی امام جماعت روستا، اعتا جایزه و نورافشانی می‌باشد.
این مراسم در حضور مهمانانی همچون فرماندار شهرستان آزادشهر، بخشدار بخش مرکزی آزاد شهر، امام جمعه شهرستان، مسئولین ارشاد اسلامی و سازمان تبلیغات، فرماندهان سپاه و نیروی انتظامی و دیگر مسئولین شهرستانی برگزار می‌شود.

#### ماه محرم
دهه محرم عمده مراسمات مذهبی این روستا را شامل می‌شود؛ هر ساله مراسم عزاداری سید و سالار شهیدان امام حسین (ع)، توسط بانوان و مردان شریف مرزبن در مسجد جامع و فاطمیه و ابوالفضلیه روستا برگزار می‌شد.
علاوه بر آن جوانان روستا در این ایام ایستگاه‌های صلواتی و سقاخانه ای ایجاد و در آن فعالیت می‌کنند.
همچنین هیئت زنجیر زنی روستا تحت عنوان (هیئت زنجیر زنی قمر بنی هاشم) که دارای بیش از ۵۰۰ عضو می‌باشد در این ماه به عزاداری، سینه زنی، زنجیر زنی و … می‌پردازند.

### تعزیه خوانی
در یک دهه اخیر یکی از مهم‌ترین مراسمات فرهنگی مذهبی مرزبن تعزیه خوانی می‌باشد.
گروه تعزیه «نینوا» سال ۱۳۹۰ در روستای مرزبن توسط گروهی از جوانان تأسیس گردید.
این گروه فعالیت خود را در محرم همان سال با تعداد اندکی تعزیه خوان آغاز کرد.
خوش بختانه با حمایت مردم شریف روستا و کمک‌هایشان این گروه علاوه بر روستای مرزبن در روستاهای شهرستان آزادشهر و دیگر شهرستان‌های استان به فعالیت می‌پردازد.
تعزیه خوانی مرزبن در شب شام غریبان امام حسین (ع) در محل مدرسه شهیدابراهیم بذرافشان اجرا می‌شود و مورد استقبال مردم شهرستان قرار می‌گیرد.

### مراسمات ملی فرهنگی
در روستای مرزبن سالانه یک جشنواره بزرگ غذا با کمک بهورزان خانه بهداشت و شورا و دهیار و اعضای پایگاه خواهران و برادران برگزار می‌شود.
هرساله یک روز مردم مراسمی تحت عنوان پیاده‌روی همگانی برگزار می‌کنند و به یکی از تفرجگاه‌های روستا می‌روند و در آنجا به بازی‌های بومی محلی و پخت آش‌های محلی می‌پردازند.
از دیگر مراسمات می‌توان به: مراسم روز درخت کاری (که در مدارس و معابر روستا صورت می‌گیرد)، جشن دهه فجر، یادواره شهدا و … اشاره کرد

## طبیعت
موقعیت مکانی مرزبن باعث شده است که این روستا در جوار جنگل‌های انبوه هیرکانی قرار بگیرد و مناظر زیبایی را ایجاد کند.
از جاذبه‌های گردشگری روستای مرزبن می‌توان به جنگل رقو (ریقو)، چاله فیکی، ارقچا (القچا)، تیکه شدوئی (تراشته شدو) و … اشاره کرد

### لاشو
آبشار لاشو نام آبشاری در جنوب مرزبن است که نام آن برگرفته از روستایی قدیمی در نزدیکی‌های آن است.
آبشار لاشو آبشاری دائمی است که از ۴ چشمه، سر چشمه می‌گیرد و از دو سنگ روسوبی بزرگ تشکیل شده است، آب این آبشار برای استفاده کشاورزی به روستاهای اطراف می‌رود

## امکانات
روستای مرزبن دارای آب‌بندان بزرگی است که در شمال روستا قرار گرفته و هر ساله برای پرورش ماهی استفاده می‌شود و از آب آن نیز برای کشاورزی استفاده می‌گردد.
این روستا دارای امکاناتی نظیرمسجد، فاطمیه، خانه بهداشت، پایگاه مقاومت بسیج برادران و خواهران، دفتر شورای اسلامی، مدرسه، پست بانک، گرمابه عمومی، سالن ورزشی، زمین چمن و… است.
در این روستاطرح هادی نیز اجرا شده است

## نگارخانه

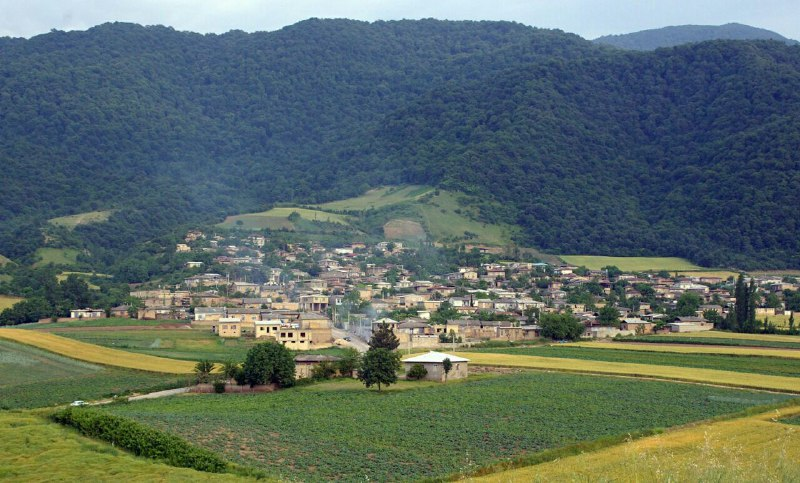

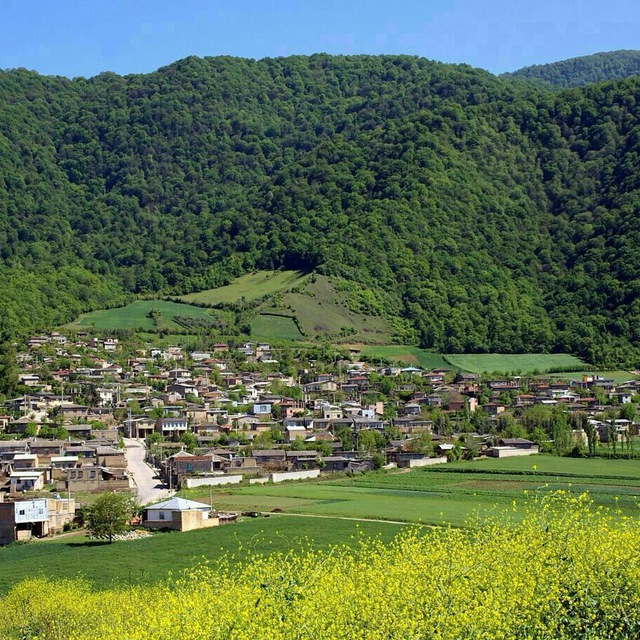

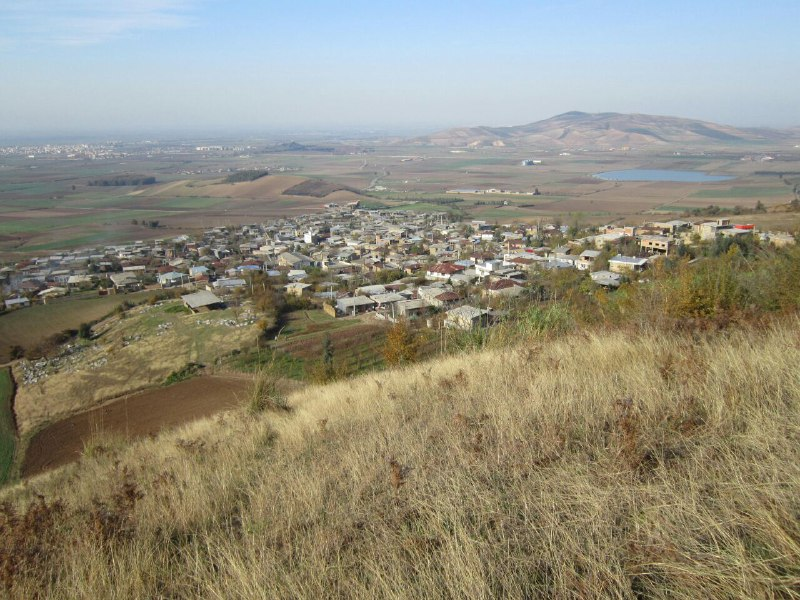

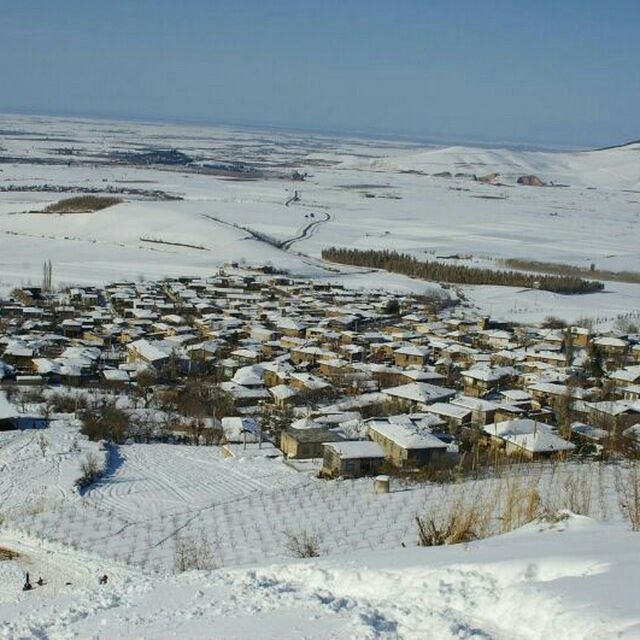

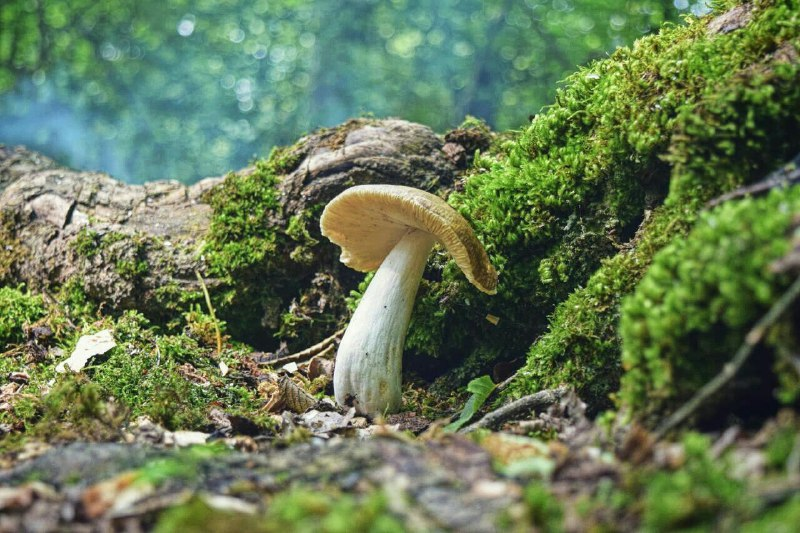

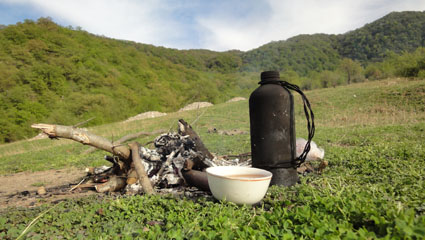

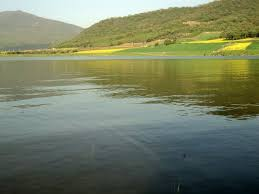

[[پرونده
مرزب.jpg|وسط|بندانگشتی]]